# Quatis
Quatis là một đô thị thuộc bang Rio de Janeiro, Brasil. Đô thị này có diện tích 286,244 km², dân số năm 2007 là 12182 người, mật độ 42,6 người/km².